# Your Song: Seishun Sensei
Pour les articles homonymes, voir Your Song.
Singles de Aya Matsuura
Hyacinth
(2004) Watarasebashi
(2004)
Your Song: Seishun Sensei (YOUR SONG〜青春宣誓〜) est le 14e single de Aya Matsuura, sorti en juillet 2004 au Japon, dans le cadre du Hello! Project.

## Présentation
Le single sort le 14 juillet 2004 au Japon sous le label Zetima, écrit et produit par Tsunku. Il atteint la 3e place du classement de l'Oricon. Il se vend à 26 714 exemplaires la première semaine, et reste classé pendant 10 semaines, pour un total de 41 306 exemplaires vendus. Il sort également dans une édition limitée, et en format "Single V" (DVD).
La chanson-titre sert de thème musical au drama Aijō Ippon!. Elle ne figure sur aucun album ni compilation de la chanteuse, mais figurera sur la compilation du Hello! Project Petit Best 5 de 2004. Elle sera reprise en 2005 par Tsunku lui-même sur son album solo Type 2.

## Liste des titres
Toutes les chansons sont écrites et composées par Tsunku.
| 1. | Your Song: Seishun Sensei (YOUR SONG〜青春宣誓〜)                | Kouichi Yuasa, Shunsuke Suzuki | 5:13 |
| 2. | Shining Day (シャイニング デイ)                                  | Kouichi Yuasa                  | 4:45 |
| 3. | Your Song: Seishun Sensei (Instrumental) (YOUR SONG〜青春宣誓〜) | Kouichi Yuasa, Shunsuke Suzuki | 5:10 |

| 1. | Your Song: Seishun Sensei (YOUR SONG〜青春宣誓〜)                                 |  |
| 2. | Your Song: Seishun Sensei (Close up Ver.) (YOUR SONG〜青春宣誓〜 (Close up Ver.)) |  |
| 3. | Making of (メイキング映像)                                                        |  |
| 4. | Your Song: Seishun Sensei (Instrumental) (YOUR SONG〜青春宣誓〜 (Instrumental))   |  |

## Interprétations à la télévision
- Hey! Hey! Hey! Music Champ (2004.07.05)
- Pop Jam (2004.07.09)
- Music Station (2004.07.16)
- Utaban (2004.07.22)
- CDTV Natsu Matsuri (2004.07.27)
- GIRL POP FACTORY (2004.09.11)